# كارل هيون
كارل هيون (بالألمانية: Karl Heun)‏ عالم رياضيات الماني ولد في 3 أبريل 1859 بمدينة فيسبادن، توفي في 10 يناير 1929 بمدينة كارلسروه قدم طريقة هيون.

## حياتة العلمية
درس كارل هيون الرياضيات والفلسفة في جامعة غوتينغن. في عام 1881 حصل على الدكتوراه تحت إشراف العالم شيرينغ في جامعة غوتنغن.

## حياتة العملية
عمل مدرسا في كلية زراعية في وهلاو حتى عام 1883. هاجر إلى إنجلترا حيث درس حتى عام 1885 في أوبينغهام. أكمل دراسته في لندن.حصل على مؤهل هابليتيرونغ في يونيو 1886 في ميونيخ. من 1886 إلى 1889 كان يدرس في جامعة ميونيخ، ولكن بسبب الظروف المالية من 1890 إلى 1902 عمل بوظيفة مدرس في برلين. في عام 1900 تلقى كارل هيون لقب البروفسور ثم في عام 1902 حصل على كرسي أستاذ للميكانيكا النظرية في تيشنيسش هوكشول كارلسروه، حيث عمل حتى تقاعد عام 1922.